# D52 (Tsjechië)
De Dálnice 52 of (D52) is een autosnelweg in Tsjechië die loopt van Modřice (bij Brno) naar Pohořelice als onderdeel van de E461.  De autosnelweg is voorlopig 17 kilometer lang; de geplande lengte is 51 kilometer. De snelweg zal worden doorgetrokken tot aan de grens met Oostenrijk (A5 naar Wenen). De snelweg was vroeger genummerd als expresweg R52.
D 0 ·
D 1 ·
D 2 ·
D 3 ·
D 4 ·
D 5 ·
D 6 ·
D 7 ·
D 8 ·
D 10 ·
D 11 ·
D 35 ·
D 43 ·
D 46 ·
D 48 ·
D 49 ·
D 52 ·
D 55 ·
D 56